# فرانكلين غارسيا
فرانكلين غارسيا (بالإنجليزية: Franklin Garcia)‏ هو سياسي أمريكي، ولد في 24 مايو 1969. حزبياً، نشط في الحزب الديمقراطي.